# Nights like This
Nights like This è un singolo della cantante statunitense Kehlani, pubblicato il 10 gennaio 2019 come primo estratto dal terzo mixtape While We Wait.

## Video musicale
Il video musicale è stato reso disponibile il 10 gennaio 2019.